# Municipio de Liberty (condado de Scott)
El municipio de Liberty (en inglés: Liberty Township) es un municipio ubicado en el condado de Scott en el estado estadounidense de Iowa. En el año 2010 tenía una población de 733 habitantes y una densidad poblacional de 7,8 personas por km².

## Geografía
El municipio de Liberty se encuentra ubicado en las coordenadas 41°43′27″N 90°51′2″O / 41.72417, -90.85056. Según la Oficina del Censo de los Estados Unidos, el municipio tiene una superficie total de 93.94 km², de la cual 93,89 km² corresponden a tierra firme y (0,06 %) 0,05 km² es agua.

## Demografía
Según el censo de 2010, había 733 personas residiendo en el municipio de Liberty. La densidad de población era de 7,8 hab./km². De los 733 habitantes, el municipio de Liberty estaba compuesto por el 96,59 % blancos, el 1,09 % eran afroamericanos, el 0,27 % eran amerindios, el 0,27 % eran de otras razas y el 1,77 % eran de una mezcla de razas. Del total de la población el 1,36 % eran hispanos o latinos de cualquier raza.